# Ainar Karlson
Ainar Karlson (ur. 13 października 1988) – estoński bokser, mistrz Estonii w kategorii lekkiej z roku 2006, 2009, 2010, 2011, 2012, 2013 oraz 2015, reprezentant drużyny Astana Arlans w rozgrywkach WSB w sezonie 2012/2013.
Trzykrotnie reprezentował Estonię na mistrzostwach świata w roku 2009, 2011 oraz 2013, najdalej dochodząc do 1/16 finału.